# Ирбитский химико-фармацевтический завод

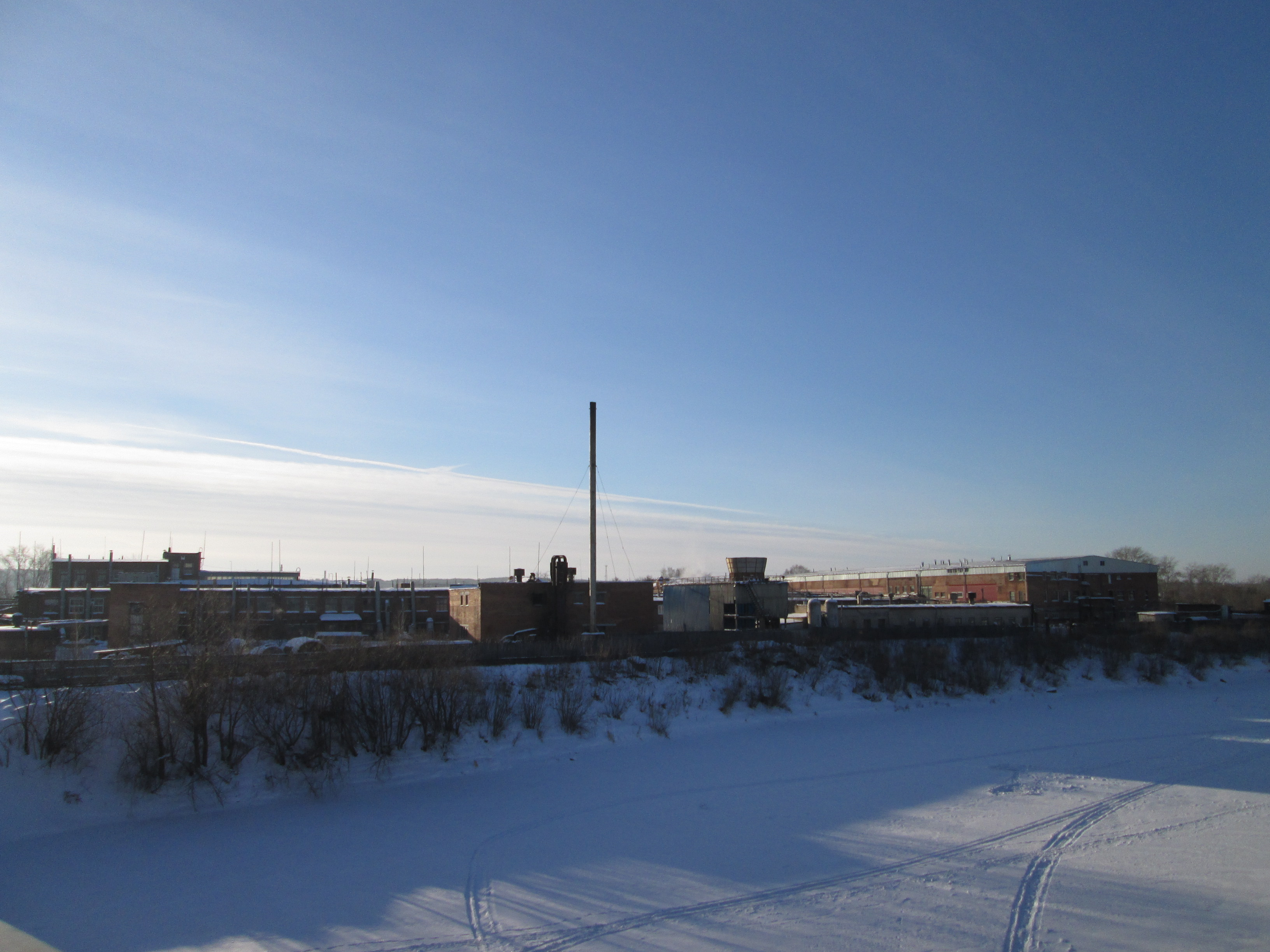
Химико-фармацевтический завод

Ирбитский химико-фармацевтический завод — производитель готовых лекарственных препаратов на территории Российской Федерации, одно из трёх предприятий России, производящих фармацевтические субстанции. Расположен в городе Ирбит, Свердловская область.
На 2013 год на предприятии работало около 900 человек.

## История
Предприятие основано в 1942 году.
В 2008 году владельцем 50,47 % акций завода стала московская Группа компаний «Гранд Капитал».
В первом полугодии 2008 года объёмы производства составили 221 млн рублей, выпущено 90,158 млн упаковок готовых лекарственных средств и 73 тонны лекарственной субстанции. Чистая прибыль — 6,254 млн рублей.
За 2010—2013 годы в модернизацию производства было инвестировано более 300 млн рублей.

## Продукция
На 2015 год предприятием выпускается 50 наименований лекарственных препаратов, а также осуществляет синтез 20 фармацевтических субстанций.
Более 30 % производимой номенклатуры входит в Перечень жизненно необходимых и важнейших лекарственных препаратов, утверждённый Правительством Российской Федерации.
Наличие собственного химического синтеза фармацевтических субстанций, таких как дротаверина гидрохлорид, папаверина гидрохлорид, бромкамфора, сульфокамфорная кислота, валидол, стрептоцид, эуфиллин, нитроксолин, панкреатин, фурацилин, ацетилсалициловая кислота, парацетамол, относится к существенным особенностям и важным конкурентным преимуществам завода.
Предприятие специализируется на производстве твердых лекарственных форм (таблетки, таблетки, покрытые оболочкой, таблетки, покрытые пленочной оболочкой, капсулы).